# Koca Mehmet Hüsrev Paixà
Koca Mehmed Hüsrev Paşa, antigament Kodja Mehmed Khosrew Paixà, (1765 - 3 de març de 1855) fou gran visir otomà.
Va ocupar alguns càrrecs a palau i el 1792 va passar al servei del kapudan-i derya (almirall de la flota) Küçük Husseyn Paşa, el qual el 1801 va anar amb la flota a Egipte i va encarregar a Hüsrev dirigir un contingent de 6.000 homes que va participar al costat dels britànics a la reconquesta de Rosetta (Egipte) i a la derrota dels francesos.
El gener de 1802 Hüsrev va substituir com a valí d'Egipte a Küçük Husseyn Paşa i va intentar reorganitzar l'exèrcit llicenciant als irregulars baxi buzuks que serien portats a Rumèlia per lluitar contra els francesos; però la revolta dels baxi buzuks va impedir aquestos plans, els rebels van derrotar les tropes de Hüsrev, i poc després Taher o Tahir Pasha el va derrotar altre cop, el va forçar a retirar-se a Damiata i es va proclamar valí d'Egipte (3 de maig de 1803). Poc més d'un més va governar Tahir Pasha fins que fou assassinat i després del breu govern de Khurshid Pasha (fins al juliol) els mamelucs van derrotar les forces lleials prop de Damiata al valí, i Hüsrev fou fet presoner; els vencedors van posar al càrrec a Ali Pasha Djazairli però de fet el bei mameluc Muhàmmad Alí Paixà havia assolit virtualment el poder; Ali Paixà va exercir fins al 31 de gener de 1804. Othman al-Bardeisy va ser wali provisional fins al març de 1804 i sota aquest Hüsrev fou alliberat per orde de Muhammad Ali. Per segon cop Khurshid Pasha fou nomenat wali mentre Hüsrev marxava a Diyarbekir d'on fou nomenat governador (1804) i després ho fou d'altres regions a Rumèlia. El 9 de juliol de 1805 es proclamava wali d'Egipte al bey Muhammad Ali Pasha (conegut simplement com a Muhammad Ali).
A la Guerra russoturca de 1806 era wali de Silistra i va operar al front del Danubi sent promogut a kapudan-i derya el gener de 1811 i després comandant de la flota a la mar Negra fins al final de la guerra el setembre de 1812. Va deixar la marina el 1818 i va ocupar alguns governa provincials entre els quals el de valí d'Erzurum; mentre exercia aquest govern fou nomenat serasker (comandant del territori oriental) amb l'encàrrec de lluitar contra les tribus kurdes rebels. Diversos errors van suposar la revolta de l'antic mutasarrif de Bayezid, i els perses van ocupar aquesta ciutat, Ardjish i Bidlis. Fou llavors traslladat al govern de Trebisonda que només va ocupar fins al setembre del 1821 quan fou substituït per l'antic gran visir Mehmed Emin Rauf Paşa (1815-1818).
Havia esclatat la revolta grega a Morea i Hüsrev fou nomenat altre cop kapudan-i derya (desembre de 1822) i encarregat de lluitar contra els rebels a la mar Egea. Va intentar tallar les comunicacions per mar entre Morea i les illes; el 1825-1826 durant el setge de Mesolongi, va tenir rivalitats amb Ibrahim Paixà, fill de Muhàmmad Alí Paixà d'Egipte, i Ibrahim va aconseguir que Hüsrev fos revocat. Però Hüsrev havia reformat la marina i havia introduït la tàctica europea i tenia la confiança del sultà Mahmut II i el 1827 el va nomenar serasker (comandant en cap) d'un nou exèrcit que s'havia format conegut com asakir-i mansure-yi muhammadiyye. El 1828 va esclatar la guerra amb l'Imperi Rus i va aconseguir la destitució del gran visir Benderli Mehmed Selim Sırrı Paşa (28 d'octubre) i del seu successor Darendeli Topal İzzet Mehmed Paşa (gener del 1829) i el nomenament de Reşid Mehmed Paixà, el seu candidat (que havia estat fins i tot el seu esclau); un altre antic esclau, Khalil Rifat Pasha fou nomenat serasker del front turc en lloc d'Agha Huseyn Pasha. Mentre els russos avançaven cap a Edirne i Hüsrev va recomanar al sultà de demanar la pau, i per evitar el pànic a la capital va fer executar alguns derrotistes. Un intent de revolta popular per aquestos fets fou aplanat.
Hüsrev va assistir a les negociacions de pau que van portar al tractat d'Adrianòpolis del 14 de setembre de 1829, en el qual els turcs van haver de cedir a Rússia el delta del Danubi i la província d'Akhalsikhe o Akhiskha (al Caucas), i pagar una forta indemnització; Sèrbia, Moldàvia, Valàquia i Grècia eren reconegudes autònomes sota protectorat rus. Van esclatar revoltes a Bòsnia, Albània i Mesopotàmia (el mamelucs iraquians no van ser sotmesos fins al 1831) sovint manades per geníssers o amb la seva participació. El 1830 els francesos van iniciar la conquesta d'Algèria. La influència de Hüsrev li va permetre eliminar els seus rivals i substituir-los per fidels. L'ex gran visir Benderli Mehmed Selim Sırrı Paşa (1824-1828) que ara exercia com a governador de Rumèlia, va perdre tanmateix aquest càrrec. En el curs de la guerra l'egipci Muhammad Ali va reclamar una compensació per les seves pèrdues a la guerra de Grècia i exigia la cessió de Síria amenaçant la ciutat d'Acre (Akko); les peticions li foren refusades i el sultà va encarregar a Hüsrev arranjar la situació i l'abril de 1832 aquest va nomenar Agha Huseyn Pasha com a cap de l'exèrcit a Anatòlia, però els egipcis van envair Síria l'octubre de 1831 i després de derrotar dues vegades als otomans la van dominar a la meitat del 1832. En aquest temps les potències europees decidien que Grècia seria una monarquia independent condició acceptada pel sultà al tractat de Constantinoble el juliol de 1832. El sultà va reunir un nou exèrcit per fer front a Muhammad Ali a Síria però els egipcis van envair Anatòlia i van vèncer als otomans a Konya el 21 de desembre ocupant Kutahya el 2 de febrer de 1833, estant en disposició d'avançar cap a Istanbul sense que hi hagués possibilitat de resistència seriosa. El sultà va apel·lar a les potències però de moment només van reaccionar els russos enviant una flota a la capital turca (febrer del 1833) forçant així a França i Gran Bretanya a intervenir igualment. Mehmed Emin Rauf Paşa va ser nomenat gran visir per segon cop el 17 de febrer de 1833. La convenció de Kutahya el 8 d'abril de 1833 concedia a Muhammad Ali el govern de Síria i la província d'Adana. La supremacia russa fou confirmada pel Tractat de Hünkâr İskelesi el 8 de juliol de 1833 que establia una aliança defensiva russo-otomana, tractat que va alarmar a les altres potències que van establir un virtual protectorat de l'imperi per part dels estats europeus (Regne Unit, Àustria, Prússia, França i Rússia).
Hüsrev va convidar a instructors militars europeus entre els quals el famós militar alemany Helmuth von Moltke. La seva influència va créixer perquè era el responsable de la seguretat a la capital, que els governs estaven exercits per homes de la seva confiança i perquè algunes filles del sultà s'havien casat amb alguns dels seus fidels.
El gener de 1837 fou traït per dos dels homes de la seva confiança, Khalil Pasha i Said Pasha, i va haver de renunciar al seu càrrec de serasker i el juny de 1837 el seu màxim rival Koca Mustafa Reşid Paşa va ser nomenat ministre d'afers exteriors. Hüsrev fou enviat al retirament amb una pensió, però fou per poc temps i el març de 1838 va rebre la presidència del Comité de Reformes (Medjlis-i Wala). En l'any següent es va deteriorar la situació egípcia i es va decidir expulsar els egipcis de Síria.
Les forces otomanes van atacar el Llevant però els egipcis van derrotar els turcs fàcilment (24 de juny) a Nizib. L'1 de juliol de 1839 Mahmut II va morir de tuberculosi sense conèixer la derrota. Va ser succeït pel seu fill Abdülmecit I. Això va provocar una greu crisi i durant els funerals del sultà, Hüsrev va arrancar literalment el segell imperial de les mans del gran visir (ara anomenat bash wakil, és a dir representant en cap o primer ministre) Mehmed Emin Rauf Paşa i va assolir el càrrec (8 de juliol de 1839). Però Ahmed Fewzi Pasha, que era kapudan-i Derya i estava enemistat amb Hüsrev, no li va donar suport i se'n va anar a Egipte a reunir-se amb Muhammad Ali amb intenció d'obtenir tropes d'aquest per anar a Istanbul i agafar el poder. Muhammad Ali exigia la destitució de Hüsrev i la cessió de Síria i Egipte. Però el ministre d'afers exteriors Koca Mustafa Reşid Pasha es va saber atreure a les potències europees i va fer proclamar el Khatt-i sherif de Gülkhane que va marcar l'inici del període dels Tanzimat (Tulipans, període reformista). El ministre tenia agents a palau i va aconseguir fer destituir al gran visir sent jutjat per corrupció pel consell suprem d'ordinances dicials i enviat al l'exili a Tekirdagi (juliol de 1841) i ocupant el seu lloc altre cop Mehmed Emin Rauf Paşa.
Però al cap de pocs mesos Hüsrev tornava a Istanbul cridat pel sultà (gener de 1842) i era nomenat serasker, i va poder nomenar alguns homes de confiança. Va fer obrir l'escola militar de Kucuk Taksim, però fou destituït el mateix any, poc després que Mehmed Emin Rauf Paşa pugés per quarta vegada al poder (el 3 de setembre de 1842) i es va assegurar que Hüsrev no pogués tornar del seu exili.